# カレル・コムザーク2世
チェコ語でカレル・コムザーク2世（Karel Komzák II）もしくはドイツ語でカール・コムツァーク2世（Karl Komzák junior, 1850年11月8日 プラハ - 1905年4月23日 バーデン・バイ・ウィーン）は、ボヘミア出身のウィーンの楽長・指揮者・作曲家。
舞曲や行進曲の作曲で名を馳せ、『アルブレヒト大公行進曲』やワルツ『バーデン娘』などが知られる。

## 生涯
1850年11月8日、オーストリア帝国プラハにて誕生する。父カレル・コムザーク1世の許で訓練を積んだ後、1861年から1867年までプラハ音楽院で音楽理論と指揮法を修得。1869年3月に父親のリンツの軍楽隊に入団し、ヴァイオリンやバリトンを演奏した。
第7歩兵連隊の軍楽隊長の地位が1871年に空席になると、コムザークは志願して受理され、21歳でインスブルックで新たな職務に就任した。この頃この「ボヘミアの楽士」はチロルの民族音楽を知るようになり、その影響は、やはりコムザーク2世が楽長を務めていたインスブルック声楽協会合唱団のために作曲した合唱曲に現れている。
ウィーンに行きたいという積年の念願が叶ったのは、漸く1882年のことであり、同年コムザーク2世は招請されてウィーンの第84歩兵連隊の軍楽隊長に就任した。コムザーク2世の名声がじわじわとオーストリア帝国に浸透したのもこの部隊に配属されていた間のことである。慇懃な物腰や親しみ易い人柄、精力的な指揮活動によって間もなくウィーンの聴衆のお気に入りとなり、主要な吹奏楽の作曲家の一人と認められるに至った。
コムザーク2世がオーストリアの軍楽に果たした重要な貢献は、弦楽器の起用であった。コムザークの軍楽隊には、14名の第1ヴァイオリン奏者があり、その人数は当時の標準的なオーケストラのその人数にも比すべきものであった。コムザークがこの軍楽隊と共に行った度重なる広い演奏旅行は、各地で好評をもって称賛された。
1892年にコムザークは、健康上の理由によって休養許可を得て、家族連れでウィーンから約14マイル南西にある温泉街バーデン・バイ・ウィーンに転地した。翌年には同地の保養地オーケストラを指揮している。その間にも、第84歩兵連隊がヘルツェゴビナの新しい駐屯地モスタルに転出する運びとなったため、1892年9月20日に第84歩兵連隊軍楽隊との告別演奏会を行なった。ただしコムザークはその後1896年に引退するまで、軍楽隊長の地位を保持しており、冬ごとにモスタルで第84歩兵連隊と共に過ごし、春になるとバーデンに戻って保養地コンサートを指揮した。コムザークの活動の頂点は、おそらく1904年のミズーリ州セントルイスで開催されたセントルイス万博において「ヴィーナー・ファルベン管弦楽団」と行った一連の演奏会であったろう。

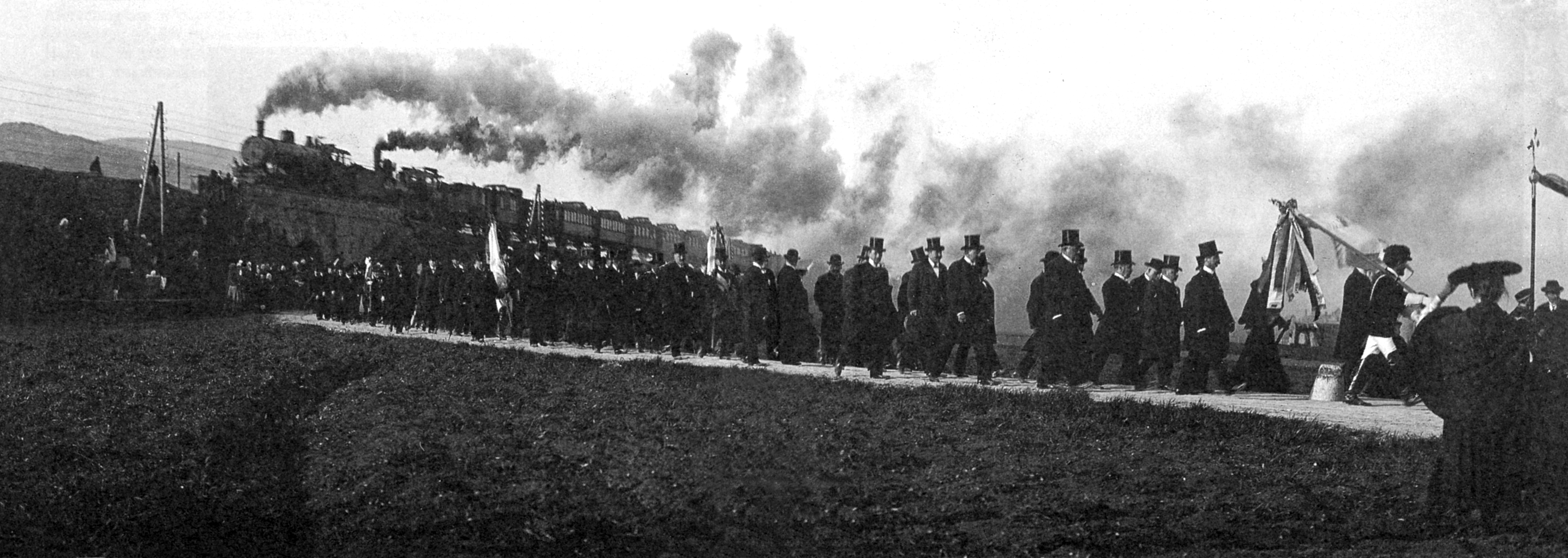
コムザークの葬送行列

コムザークが悲劇的な最期を遂げたのは、それから半年後の復活の主日のことであった。バーデン駅を発とうとしている列車に飛び乗ろうと試みて、足を滑らせ車輪に轢かれたのである。亡骸は終焉の地バーデン・バイ・ウィーンに埋葬されたが、翌年11月に掘り起こされて、ウィーン中央墓地に改葬され、ウィーン市当局者によって記念の墓が建てられた。この墓碑は1907年に建てられ、指揮棒を手にするコムザーク2世の姿が見られる。
ロベルト・フックスやヨーゼフ・ヘルメスベルガー2世に宛てた書簡が現存していることから、彼らと親交があったことが証明されている。なお、息子のカレル・コムザーク3世も作曲家として活動した。

## 作品
- ガヴォット『リュートを弾く女』（Die Lautenschlagerin）op.119
- 『アルブレヒト大公行進曲（英語版）』（Erzherzog-Albrecht-Marsch）op.136

冒頭部
- ワルツ『ファントム』（Phantome）op.160
- ポルカ・フランセーズ『楽しい時間』（Heitere Stunden）op.183
- ポルカ・マズルカ『ガルダ湖にて』（Am Gardasee）op.184
- 行進曲『生粋のウィーン気質』（Echtex Wiener Blut）op.189
- ワルツ『新しき生活』（Neues Leben）op.210
- ワルツ『美しき緑のネレトヴァ川』（An der schönen grünen Narenta）op.227
- ワルツ『我がバーデン』（Mein Baden）op.228
- ワルツ『バーデン娘』（Bad'ner Mad'ln）op.257
- 行進曲『ライナー大公』（Erzherzog Rainer）op.261
- ポルカ・フランセーズ『ブロンド』（Blond）op.284
- ワルツ『五月の魔法』（Maienzauber）op.306